# Savski Trg
Der Savski Trg (deutsch Saveplatz) ist ein Platz in der serbischen Hauptstadt Belgrad. Er liegt unmittelbar vor dem ehemaligen Hauptbahnhof Belgrads im Bezirk Savski Venac. Am Savski Trg sollen sich die Linien 1 und 2 der bisher nicht fertiggestellten Metro Belgrad kreuzen.